# Megachile amica
Megachile amica är en biart som beskrevs av Cresson 1872. Megachile amica ingår i släktet tapetserarbin, och familjen buksamlarbin. Inga underarter finns listade i Catalogue of Life.